# Aminata Doucouré (handball)
Pour les articles homonymes, voir Aminata Doucouré.
Aminata Doucouré, née le 12 janvier 1994 à Noisy-le-Grand, est une handballeuse internationale malienne évoluant au poste d'arrière gauche au Havre Athletic Club.

## Biographie

### Carrière en club
Aminata Doucouré commence le handball à l'école de handball du club de Villiers-sur-Marne, elle connaît toutes les catégories de jeunes avant d'accéder au Pôle de Châtenay-Malabry. Sa première année au pôle, elle évolue en N3 avec Villiers-sur-Marne puis la seconde année en N1 au Issy Paris Hand.
En 2011, elle retourne à Villiers pendant un an avant de rejoindre la Stella Saint Maur en N1 pendant deux saisons puis elle découvre la D2 grâce à la montée du club la troisième année. En 2015, elle découvre l'élite du handball féminin français en s'engageant au Fleury Loiret Handball. Avec ce club, elle participe également à la Ligue des champions pour la première fois et marque un but.
En manque de temps de jeu, elle ne reste qu'un an à Fleury et rejoint en 2016 le club de Yutz évoluant en seconde division. En 2017-2018, elle joue à Épinal en Nationale 1. Après une saison dans les Vosges, elle retourne en D2 sous les couleurs de Lomme Lille. 
En 2018, elle retourne en région parisienne en rejoignant Serris évoluant en Nationale 1. La saison suivante, elle signe au Havre en D2.

### Carrière en sélection
Aminata Doucouré a fait partie de l'équipe nationale du Mali. Elle a notamment participé à la qualification de la sélection nationale pour la première fois pour les Jeux africains en 2015,.